# Halo 3: ODST
Halo 3: ODST ist ein Ego-Shooter, der von Bungie entwickelt und von Microsoft Game Studios veröffentlicht wurde. Er ist Teil des Halo-Franchises und wurde am 22. September 2009 auf der Xbox 360 veröffentlicht. Am 30. Mai 2015 wurde Halo 3: ODST als kostenpflichtige Download-Erweiterung der Master Chief Collection veröffentlicht, die für die Xbox One und Windows-PCs verfügbar ist. Insgesamt wurden 5,9 Millionen Spiele verkauft.

## Handlung
Die Geschichte ist zwischen den Ereignissen aus Halo 2 und Halo 3 angesiedelt und schildert die Schlacht um die Erde aus der Sicht der Orbitalen Absprung-Schock-Truppen (ODST) von Dares Squad. Der Handlungsort ist dabei die Stadt Neu Mombasa. Der Spieler übernimmt darin nicht die Rolle des Master Chiefs, sondern die eines UNSC-ODST-Marines, der einen Neuling (Rookie) in der Truppe der ODST (Orbital Drop Shock Troopers) darstellt. Bekannt sind die ODST unter dem Namen „Helljumper“. Diesen tragen sie dank ihrer riskanten Art auf einem Planeten abgesetzt zu werden.

## Entwicklung

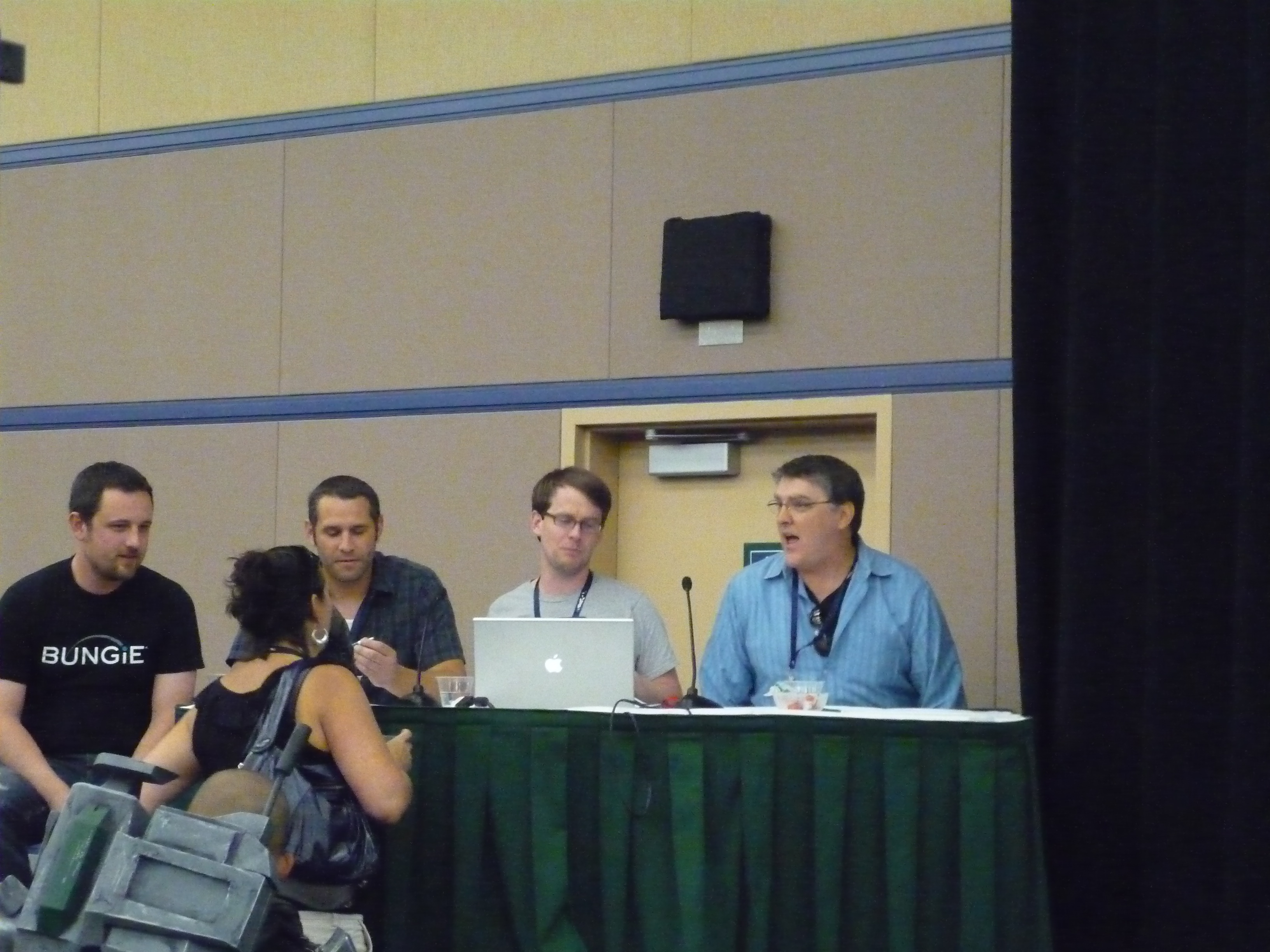
Entwickler von ODST (v. l. n. r.: CJ Cowan, Paul Bertone, Joseph Staten und Martin O’Donnell)

Halo 3: ODST wurde am 9. Oktober 2008 offiziell auf der Tokyo Game Show unter dem Namen Halo 3: Recon vorgestellt. Am 25. November 2008 wurde es in Halo 3: ODST umbenannt. Das Spiel ist ein Standalone-Add-on zu Halo 3 für die Xbox 360. Die Veröffentlichung war am 22. September 2009. Beworben wurde das Spiel, wie schon Halo 3, mit einer Live-Action-Kampagne, die einen ODST-Rekruten beim Kampf mit den Aliens zeigt.

## Soundtrack
Der Soundtrack wurde von Martin O’Donnell und Michael Salvatori komponiert und produziert. Das Label Sumthing Else Musicworks ist für den Vertrieb verantwortlich. Der Soundtrack erschien am 22. September 2009.

## Auszeichnungen
Lev Grossman und Peter Ha werteten ODST als das achtbeste Spiel des Jahres für das Time Magazine und lobten das Spiel als „ein dunkles, langsames, jazziges, hartgekochtes Nehmen auf der Halo-Welt“.